# Amlodipino
El amlodipino, o amlodipina, es un fármaco que se usa para tratar la hipertensión y la enfermedad de las arterias coronarias. Es un bloqueador de canales de calcio de efecto duradero que pertenece al grupo de las dihidropiridinas y trabaja parcialmente en la vasodilatación. Aunque los bloqueadores de canales de calcio usualmente no se recomiendan en aquellos que presenten insuficiencia cardíaca, se puede usar amlodipino si otras medicaciones no son suficientes para tratar la hipertensión o la angina. Se toma el amlodipino por vía oral y tiene eficacia al menos para un día.
Los efectos secundarios incluyen edema,  cansancio, dolor abdominal y náuseas. Los efectos más adversos pueden incluir la hipotensión o un ataque del corazón. No se sabe si se puede usar durante el embarazo o la lactancia. Las dosis se deben disminuir en pacientes con problemas del hígado y los ancianos.
Se ha patentado el amlodipino en 1986, y la venta comercial empezó en 1990. Forma parte de la lista de medicamentos esenciales de la Organización Mundial de la Salud, que es una lista de los fármacos considerados necesarios por su eficacia y seguridad. El precio de mayorista en el mundo desarrollando era 0.003 to 0.040 USD por día para una dosis típica en 2014. En los Estados Unidos, el suministro de un mes cuesta menos que 25 USD.

## Usos medicinales
Se usa el amlodipino para manejar la hipertensión y la enfermedad coronaria en ellos con o angina de pecho estable—en que el dolor ocurre por primer parte después del estrés físico o emocional—o en angina de Prinzmetal—en que el dolor aparece en cíclicos—y sin la insuficiencia cardíaca. Se puede usar por sí mismo o con otra medicación para manejar la hipertensión o enfermedad coronaria. Se puede administrar a adulto o niños que tienen más de seis años.

### Terapia combinada
Se puede asociar amlodipino con una variedad de medicamentos como terapia combinada cuando el amlodipino no e
s suficiente para resolver los problemas del paciente:
- Amlodipino/atorvastatina, en la que se da amlodipino para la hipertensión o enfermedad coronaria y la atorvastatina para prevenir un evento cardiovascular o si el paciente tiene el colesterol elevado
- Amlodipino/aliskiren o amlodipino/aliskiren/hidroclorotiazida si amlodipino por sí mismo no puede disminuir la presión arterial. Aliskiren es un inhibidor de la renina, que actúa para reducir la hipertensión esencial —hipertensión sin causa identificada— por ligarse a la renina y prevenirla de activar el sistema renina-angiotensina-aldosterona (RAAS), que eleva la presión arterial. Hidroclorotiazida es un diurético que reduce el volumen de la sangre.
- Amlodipino/benazepril si ambos han fracasado individualmente, o si el amlodipino por sí mismo causó edema. Benazepril es un inhibidor ECA y bloquea la conversión de angiotensina I en angiotensina II en RAAS.
- Amlodipino/olmesartán o amlodipino/olmesartán/hidroclorotiazida si el amlodipino no es suficiente para disminuir la presión sanguínea. Olmesartán es un antagonista de los receptores de angiotensina II que bloquea parcialmente el sistema RAAS.
- Amlodipino/perindopril si el uso de amlodipino por sí mismo causó edema. Perindopril es un inhibidor ECA duradero.
- Amlodipino/telmisartán, en el que telmisartán es antagonista de los receptores de angiotensina II.
- Amlodipino/valsartán o amlodipino/valsartán/hidroclorotiazida, en que valsartán es un antagonista de los receptores de angiotensina II.

## Contraindicaciones
La única contraindicación absoluta para amlodipino es una alergia a amlodipino o cualquier otra dihidropiridina. Sin embargo, hay varias contraindicaciones relativas—cuando se debe tener cuidado en usarlo—. En personas con choques cardiogénicos, en que los ventrículos del corazón no pueden bombear bastante sangre, los bloqueadores de canales de calcio empeoran la situación por prevenir el flujo de iones calcios a las células cardíacas, que son necesarios para que el corazón bombea. Aunque es generalmente seguro que ellos con la estenosis aórtica—en que la aorta se estrecha donde ella y el ventrículo izquierdo se juntan—por no inhibir la función del ventrículo, aún puede causar la lipotimia en casos de estenosis muy severa. En ellos con angina no estable—salvo a la angina Prinzmetal—amlodipino puede causar un aumento reflexivo del contractilidad cardiaca—cuan fuerte los ventrículos se aprietan—y la frecuencia cardíaca. En las personas con hipotensión severa, la presión baja puede empeorase, y ellos con el fallo cardíaco pueden tener el edema pulmonar. Ellos con hígados de función disminuida no tienen la capacidad de metabolizar amlodipino al máximo, que lo da una vida media más larga.
La seguridad de amlodipino con las embarazadas aún no se ha establecido, pero se sabe que tiene efectos tóxicos para la reproducción con dosis altas. No se sabe si amlodipino entre la leche de las madres amantadas.

## Efectos adversos
Unos efectos secundarios comunes que dependen en la dosis de amlodipino incluyen los causados por la vasodilatación, como el edema periférico, el mareo, las palpitaciones y el sonrojo. El edema periférico—acumulación de fluido en los tejidos—ocurre en 10,8% del tiempo con una dosis de 10 mg (frente 0,6% con un placebo) y las mujeres son tres veces más propensas de tenerlo que los hombres. El amlodipino causa más dilatación en las arteriolas y vasos precapilares que en los vasos postcapilares y las vénulas. Este aumento en dilatación permite más volumen de plasma, que al no poder forzarse a los vasos poscapilarios, se trasladan al espacio intersticial. Se puede evitar este edema al añadir inhibidores ECA o de angiotensina II. Otros efectos secundarios dependientes de la dosis son las palpitaciones (4,5% con 10 mg frente 0,6% con un placebo), el sonrojo (2,6% frente a 0%), que ocurre más en las mujeres; y el mareo (3,4% frente a 1,5%), que afecta ambos sexos al mismo nivel.
Los efectos secundarios comunes que no dependen en la dosis son el cansancio (4,5% frente a 2,8% con un placebo), la náusea (2,9% frente a 1,9%), el dolor abdominal (1,6% frente a 0,3%) y la somnolencia (1,4% frente a 0,6%). Algunos efectos secundarios son raros, ocurriendo menos del 1% del tiempo: los desórdenes de sangre, la impotencia, la depresión, el insomnio, la taquicardia, la hiperplasia gingival, la hepatitis y la ictericia.

## Sobredosis
Aunque es raro, la toxicidad de la sobredosis de amlodipino puede resultar en el ensanchamiento de los vasos sanguíneos, la hipotensión severa y la taquicardia. La toxicidad generalmente se maneja con el reemplazo de líquidos y el monitorizar del ECG, los signos vitales, la función del sistema respiratorio, los niveles de glucosa, la función renal, los niveles de electrolitos y la producción de orina. También se administra los vasopresores cuando la presión baja de sangre no se eleva con el reemplazo de líquidos.

## Interacciones
Varias medicinas interactúan con el amlodipino para subir los niveles de amlodipino en el cuerpo. Los inhibidores de CYP3A, por inhibir la enzima que metaboliza amlodipino—CYP3A4—es uno de estas medicinas. Otros incluyen el bloqueador de canales de calcio dilitiazem, el antibiótico claritromicina y posiblemente unos antifúngicos. Amlodipino también causa el subir de niveles de varios fármacos, incluyendo la ciclosporina, la simvastatina y el tacrolimus—el último es más común en ellos con el polimorfismo genético de CYP3A5*3—. Cuando se da más de 10 mg de simvastatina, un hipolipemiante, con amlodipino, hay también un riesgo elevado de la miopatía. Al combinar amlodipino con Viagra, aumenta el riesgo de hipotensión.

## Farmacología

### Mecanismo de acción
Amlodipino es un bloqueador de canales de calcio angioselectivo e inhibe el movimiento de iones de calcio al músculo liso vascular y músculo cardíaco. La habilidad del músculo liso y cardíaco de contraerse dependen en el movimiento de iones de calcio extracelulares al interior de estas células por canales iónicos específicos. El amlodipino inhibe el influjo de iones de calcio sobre la membrana plasmática, con efecto mayor en las células del músculo liso vascular. Esto causa la vasodilatación y baja la resistencia vascular periférica, que en su turno baja la presión de sangre. Su efecto en el músculo cardíaco también previene la contratación excesiva de las arterias coronarias.
Se puede detectar efectos inotrópicos negativos in vitro, pero aún no han sido vistos en animales intactos a dosis terapéuticas. Entre los dos estereoisómeros—R(+) y S(-)—el isómero (-) se ha sido reportado tener más eficaz que el isómero (+). La concentración de calcio en el suero no se afecta el amlodipino. Por ser un bloqueador de canales de calcio, el amlodipino también inhibe las corrientes de los Cav1.3 canales de tipo L en la zona glomerular en la glándula suprarrenal.
Los mecanismos con que amlodipino alivie la angina son:  
- Angina estable: amlodipino baja la resistencia periférica total contra la cual el corazón trabaja y reduce el producto frecuencia-tensión, que juntos bajan la demanda del corazón para oxígeno en cualquier nivel de ejercicio.[28]
- Angina Prinzmetal: amlodipino previene el vasospasmo en las arterias coronarias y restaura el flujo de sangre en las arterias y arteriolas coronarias como respuesta al calcio, el potasio, la epinefrina, la serotonina y el tromboxano A2 (se ha demostrado esto en experimentos con modelos animales y con vasos coronarios in vitro).[29]

Se ha encontrado que amlodipino también actúa como una antagonista del receptor del mineralcorticoides o como una antagonista de la aldosterona.

Amlodipino y uno de sus metabolitos majores. El grupo amino es oxidado y las cadenas laterales de éster son hidrolizadas.

### Farmacocinética
Se ha estudiado amlodipino en voluntarios sanos con administración oral de la medicina marcada con 14C. Se absorba bien el amlodipino por la ruta oral, con una biodisponibilidad de 60%. La vida media es 30-50 horas, y llega a un nivel estable en el plasma después de 7 a 8 días de dosis cotidiana. Su vida media larga y biodisponibilidad alta son por mayor parte debido a su pKa alta (8.6); es ionizado en pH fisiológica, y por esto puede atraer las proteínas con mucha fuerza. Se metaboliza en el hígado lentamente por CYP3A4—el grupo amino es oxidado y las cadenas laterales de éster son hidrolizadas—y resulta en una piridina inactiva como metabolito. La excreción es principalmente renal, y un 60% de la medicina se encuentra en la orina—por mayor parte como piridinas inactivas—. Sin embargo, problemas renales no influyen la eliminación de amlodipino significativamente.

## Uso veterinario
Se usa amlodipino para tratar la hipertensión en los gatos y los perros. En los gatos, se considera el tratamiento de primera línea a debido de su tasa alta de éxito y por tener menos efectos secundarios. La hipertensión sistémica en los gatos es frecuentemente un signo de otra enfermedad; amlodipino se da por parte mayor a los gatos con nefropatía, que causa la hipertensión por subir la actividad local de RAAS. Amlodipino baja la proteinuria en la mayoría de estos gatos, y en algunas veces se da con un inhibidor ECA para prevenir el daño potencial a los glomérulos. Aunque se usa amlodipino en perros, es a menudo como un adjunto a un inhibidor ECA, que—por sí mismo—es el tratamiento de primera línea para la hipertensión canina. Se usa amlodipino más para tratar la insuficiencia cardíaca congestiva en los perros, y también para la regurgitación mitral. Los efectos secundarios son raros, pero en gatos hay la posibilidad de causar la azotemia (concentración subida de nitrógeno), la hipofosfatemia, la taquicardia reflexiva, el letargo y la pérdida de peso. En perros, puede actuar como un diurético, y uso crónico puede causar la hiperplasia gingival.